# Epilobium simulans
Epilobium simulans är en dunörtsväxtart som beskrevs av Harry Howard Barton Allan. Epilobium simulans ingår i släktet dunörter, och familjen dunörtsväxter. Inga underarter finns listade i Catalogue of Life.